# Мажуга, Александр Георгиевич
Алекса́ндр Гео́ргиевич Мажу́га (род. 6 августа 1980 года, Москва, РСФСР, СССР) — российский химик, доктор химических наук, профессор РАН, заведующий лабораторией тканеспецифических лигандов химического факультета МГУ им. М. В. Ломоносова. Ректор Российского химико-технологического университета им. Д. И. Менделеева (с 2018 по 2021 год). Депутат Государственной думы Федерального Собрания Российской Федерации VIII созыва. Член фракции «Единая Россия».
Из-за вторжения России на Украину находится под международными санкциями Евросоюза, США, Великобритании и ряда других стран.

## Биография
В 1997 году окончил школу № 171 в Москве. В 2002 году окончил химический факультет МГУ имени М. В. Ломоносова.
С 2003 года сотрудник кафедры органической химии химического факультета МГУ. В 2005 году защитил диссертацию на соискание степени кандидата химических наук по теме «Пиридилзамещенные 2-тиоксотетрагидро-4-Н-имидазол-4-оны, 2-алкилтио-3,5-дигидро-4-Н-имидазол-4-оны и их комплексы с переходными металлами. Синтез и физико-химическое исследование». В 2014 году защитил диссертацию на соискание степени доктора химических наук по теме «Дизайн и синтез бифункциональных аурофильных органических лигандов и координационных соединений на их основе для биологического применения».
С 2016 года по настоящее время профессор кафедры органической химии химического факультета МГУ имени М. В. Ломоносова. С 30 июня 2017 года был назначен и. о. ректора Российского химико-технологического университета имени Д. И. Менделеева, с 14 мая 2018 года по 27 сентября 2021 года являлся ректором университета.

## Политика
Член партии «Единая Россия». В 2021 году выдвинут кандидатом в депутаты Государственной думы по Тушинскому одномандатному избирательному округу № 206 города Москвы (Митино, Покровское-Стрешнево, Строгино, Хорошёво-Мневники, Щукино, Южное Тушино).
Мажуга выиграл праймериз «Единой России», в которых, по данным ассоциации наблюдателей «Голос», активно использовался административный ресурс. С 2021 г. депутат Государственной думы от партии «Единая Россия».
Во время предвыборной кампании активно поддерживается властями Москвы. Входит в «команду мэра Москвы» Сергея Собянина, возглавляющего на выборах московский список «Единой России».
Голосовал за признание независимости ДНР и ЛНР в феврале 2022. Поддержал военное вторжение России на территорию Украины.
Считает, что Украина могла разрабатывать биологическое оружие на своей территории, которое может представлять опасность для России.

## Вклад в науку
Специалист в области синтеза наногибридных функциональных материалов, биоорганической химии, медицинской химии, нанохимии, развития новых подходов к синтезу и исследованию биологически активных веществ, автор более двухсот пятидесяти статей.
Индекс Хирша (H-index) на 2021 в Scopus — 19, в Web of Science — 21.

### Координационные соединения переходных металлов на основе имидазолонов
Разработал подходы к синтезу производных гидантоинов, тиогидантоинов, роданинов, оксазолонов и других пятичленных гетероциклов и получению координационные соединения переходных металлов с гетероциклическими производными.
Координационные соединения меди с производными 2-тиогидантоинов, представленные в работах А.Г. Мажуги, привлекают к себе внимание в качестве противоопухолевых препаратов для терапии онкологических патологий предстательной железы и молочной железы, обладая меньшей системной токсичностью и при этом имея противоопухолевую эффективность, сравнимую с используемыми в клинической практике препаратами.

### Наноматериалы биомедицинского применения
Разработаны методы диагностики онкологических патологий с использованием магнитных наночастиц на основе оксида железа. Ряд препаратов успешно прошёл стадию доклинических испытаний. Препарат для МРТ-диагностики, разработанный Мажугой, является безопасным, нетоксичным (по сравнению с традиционно используемыми в клинической практике препаратами на основе гадолиния) и позволяет визуализировать опухоль даже на ранних стадиях заболевания.

### Тканеспецифические лиганды
Исследует моно- и мультивалентные коньюгаты лигандов асиалогликопротеинового рецептора (ASGPR) с противоопухолевыми препаратами. В ходе этих исследований были найдены новые лиганды асиалогликопротеинового рецептора.
Совместно с коллегами им впервые был получен новый класс лигандов простатоспецифического мембранного антигена (ПСМА) и коньюгатов на их основе с противоопухолевыми препаратами. Были проведены исследования in vitro и in vivo, ряд коньюгатов прошёл стадию доклинических испытаний.

## Награды и премии
- 2007 — Медаль Российской академии наук.
- 2009 — Лауреат конкурса «Инновационные технологии для реального сектора экономики и социальной сферы».
- 2010 — Заслуженный работник образования республики (Саха) Якутии.
- 2011 — Победитель конкурса инновационных проектов МГУ имени М. В. Ломоносова.
- 2014 — Лауреат Шуваловской премии МГУ имени М. В. Ломоносова за научное исследование в области химии бифункциональных соединения для биологического применения.
- 2014 — Победитель международного конкурса НИТУ МИСиС на создание новых лабораторий.
- 2017 — Победитель конкурса на соискание премии Правительства Москвы молодым учёным в номинации «Химия и наука о материалах».
- 2023 — Памятный знак «МПА СНГ. 30 лет» (16 ноября 2023 года, Межпарламентская ассамблея СНГ) — за заслуги в деле развития и укрепления парламентаризма, за вклад в развитие и совершенствование правовых основ функционирования Содружества Независимых Государств, укрепление международных связей и межпарламентского сотрудничества[10].

## Санкции
23 февраля 2022 года внесён в санкционные списки стран Евросоюза за действия и политику, которые подрывают территориальную целостность, суверенитет и независимость Украины и еще больше дестабилизируют Украину.
24 февраля 2022 года включён в санкционный список Канады «близких соратников режима» за голосование о признании независимости «так называемых республик в Донецке и Луганске».
24 марта 2022 года, на фоне вторжения России на Украину, включён в санкционный список США за «соучастие в войне Путина» и «поддержку усилий Кремля по вторжению в Украину», Госдеп США заявил что депутаты Госдумы используют свои полномочия для преследования инакомыслящих и политических оппонентов, нарушают свободу информации, ограничивают права человека и основные свободы граждан России.
Позднее, по аналогичным основаниям, включён в санкционные списки Великобритании, Швейцарии, Австралии, Японии, Украины и Новой Зеландии.